# Novosadski loptački podsavez
La Novosadski loptački podsavez (in cirillico Новосадски лоптачки подсавез), fu la sottofederazione calcistica di Novi Sad, una delle 15 in cui era diviso il sistema calcistico del Regno di Jugoslavia.. La dicitura della sottofederazione veniva abbreviata in NLP.
La NLP venne fondata il 13 aprile 1930, al caffè "Elita" di Novi Sad. In precedenza i club di questo territorio erano sotto la giurisdizione della sottofederazione di Belgrado, nella Novosadska župa.
Comprendeva i club del circondario di Novi Sad, più precisamente quelli del capoluogo, di Sremska Mitrovica, di Ruma e di Šabac. Si sviluppò considerevolmente, nel 1936 divenne la terza sottoassociazione più grande con 49 squadre, divenute 53 nel 1939.
I presidenti di questa sottofederazione furono Kosta Hadži (1930–1939) e Stojan Branković (1939–1944).

## Albo d'oro

### Novosadska župa
Fino al 1929, i club di questa zona ricadevano sotto la giurisdizione della sottofederazione di Belgrado. I club vincitori della Novosadska župa (parrocchia di Novi Sad) disputavano gli spareggi con le altre parrocchie della BLP per il titolo di "campione provinciale".
| Stagione | Vincitore   | Classifiche |
| -------- | ----------- | --- |
| 1922     | NAK         | Girone misto Belgrado/Novi Sad: Jugoslavija 15, BSK Belgrado 13, Vardar Belgrado 11, NAK 8, Konkordija Belgrado 6, Slavija Belgrado 6, Vojvodina 6, Juda Makabi 5      |
| 1922-23  | Juda Makabi | Novosadska župa: Juda Makabi 7, Vojvodina 6, NTK 6, NAK 3 Posavska župa: Mačva Šabac 10, Građanski SM 4, Olimpija Šabac 4, Posavina SM 4, Akademski Ruma 2, Avala SM 0 |
| 1923-24  | Vojvodina   | Vojvodina 8, Juda Makabi 7, NAK 6, NTK 3 |
| 1924-25  | NAK         | NAK 7, Vojvodina 4, NTK 3, Juda Makabi 0 |
| 1925-26  | Vojvodina   | Vojvodina 12, Mačva Šabac 8, NAK 8, Radnički NS 4, Juda Makabi 4 |
| 1926-27  | Mačva       | Mačva Šabac 12, NAK 10, Radnički NS 10, Vojvodina 6, Građanski Petrovaradin 2                                                                                          |
| 1927-28  | Mačva       | Mačva Šabac 12, Vojvodina 11, NAK 9, Radnički NS 8, Juda Makabi 0 |
| 1928-29  | Mačva       | Mačva Šabac 17, Vojvodina 13, Radnički NS 12, NAK 9, Građanski SM 6, Juda Makabi 3                                                                                     |

### NLP indipendente
Con la separazione dalla BLP, i vincitori della Novosadski podsavez accedevano agli spareggi al campionato nazionale.
| Stagione | Vincitore         | Classifiche |
| -------- | ----------------- | --- |
| 1929-30  | Mačva Šabac       | Mačva Šabac 19, Vojvodina 12, Radnički NS 11, NAK 10, Građanski SM 6, Temerin 2 punti                                                |
| 1930-31  | NAK               | NAK 10, Radnički NS 7, Građanski SM 6, Sparta Ruma 1 punto. Mačva Šabac e Vojvodina abbandonano.                                     |
| 1931-32  | Vojvodina         | Vojvodina 14, Mačva Šabac 13, NAK 12, Radnički NS 10, Građanski SM 7, Juda Makabi 4 punti. Sparta Ruma ritirato                      |
| 1932-33  | NAK               | NAK 16, Mačva Šabac 12, Građanski SM 5, Radnički NS 5, Poštanski NS 4. Vojvodina abbandona                                           |
| 1933-34  | NAK               | NAK 16, Mačva Šabac 7, Građanski SM 7, Juda Makabi 5, Radnički NS 5 Vojvodina impegnato nel Državno prvenstvo 1933-1934              |
| 1934-35  | Vojvodina         | Vojvodina 21, NAK 14, Mačva Šabac 14, Radnički NS 11, Građanski SM 10, Juda Makabi 8, Sloga B. Palanka 6                             |
| 1935-36  | NAK               | NAK 15, Vojvodina 14, Mačva Šabac 11, Građanski SM 9, Juda Makabi 6, Radnički NS 5                                                   |
| 1936-37  | Vojvodina         | Vojvodina 21, Železničar Inđija 19, NAK 12, Radnički NS 10, Građanski SM 8, Mačva Šabac 7, Juda Makabi 7                             |
| 1937-38  | Vojvodina         | Vojvodina 25, NAK 19, Železničar Inđija 16, Radnički NS 14, Sloga B. Palanka 13, Mačva Šabac 11, Građanski SM 10, Juda Makabi 4      |
| 1938-39  | Vojvodina         | Vojvodina 23, Mačva Šabac 20, Građanski SM 16, Železničar Inđija 15, NAK 14, Sloga B. Palanka 11, Istra Novi Sad 10, Radnički NS 3   |
| 1939-40  | Železničar Inđija | Železničar Inđija 24, NAK 18, Građanski SM 18, Mačva Šabac 17, Istra Novi Sad 14, Cement Beočin 9, Radnički NS 8, Sloga B. Palanka 4 |
| 1940-41  | —                 | Campionato interrotto a causa della guerra.                                                                                          |